# Ковшилівка
Ковшилівка (Мала Ковшилівка, Велика Ковшилівка) — колишнє село в Україні, яке було відселено через наслідки аварії на ЧАЕС і зняте з обліку 1999 року через відсутність населення. Знаходиться в Поліському районі Київської області, за 12 км від колишнього райцентру. Розташоване на лівому березі річки Уж.
Час виникнення села невідомий. У XIX ст. це було 2 села — західна частина називалася Велика Ковшилівка, східна — Мала Ковшилівка.
1864 року у обох селах налічувалося 20 дворів та мешкало 108 осіб, 1886 року тут мешкало вже 250 осіб.
З 1836 по 1886 роки у Великій Ковшилівці діяла відома у свій час паперова фабрика київського купця Семена Личкова. Фабрика мала новітнє англійське устаткування, 1864 року на ній працювало близько 100 робітників. 1876 року фабрика згоріла.
1900 року у селі 37 дворів, мешкало 225 мешканців, що займалися здебільшого землеробством.
Село підпорядковувалося Мартиновицькій волості Радомисльського повіту.
У 1980-х роках у селі було 84 господарства та населення становило близько 170-250 осіб.
На момент евакуації кількість населення становило 135 осіб, 64 господарств. Село було евакуйоване 15.08.1986 року.
Внаслідок сильного радіаційного забруднення усіх мешканців було переселено до села Рудня-Димерська. Село підпорядковувалося Варовицькій сільській раді Поліського району.
Після Чорнобильської катастрофи село увійшло до 30-кілометрової зони відчуження.
Частина території села згоріла під час лісових пожеж у 2015 році.
Територія села згоріла під час лісових пожеж в Чорнобильській зоні у квітні 2020.
З лютого по квітень 2022 року село було окуповане російськими військами внаслідок вторгнення 2022 року.